# Tami Erin

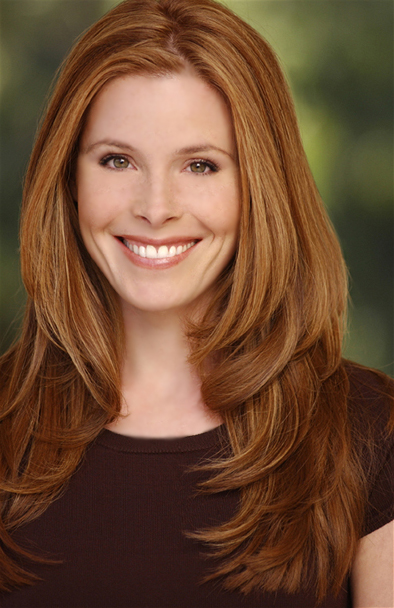
Tami Erin (2003)

Tami Erin (* 8. Juli 1974 in Wheaton, Illinois als Tamara Erin Klicman) ist eine US-amerikanische Schauspielerin und Model. Bekannt wurde sie 1988 in der Rolle der Pippi Langstrumpf in dem Film Pippi Langstrumpfs neueste Streiche.

## Leben und Karriere
Erin begann im Alter von acht Jahren als Model zu arbeiten. 1988 erhielt sie die Titelrolle in der Columbia-Pictures-Produktion Pippi Langstrumpfs neueste Streiche, für die sie in einem internationalen Casting aus 8.000 Bewerberinnen ausgewählt wurde. Der Film wurde weltweit vermarktet und erschien neben den USA und Schweden auch noch in Norwegen, Finnland, Deutschland, Polen,  Ungarn, Rumänien, Griechenland, Italien, Frankreich, Spanien, Portugal, Argentinien, Brasilien und Japan. Die Hauptrolle in dem unter der Regie von Ken Annakin gedrehten Film brachte ihr im Alter von vierzehn Jahren internationale Bekanntheit und mehrere Werbeverträge ein.
Durch ihre Popularität wurde sie UNICEF-Kinderbotschafterin und sprach in dieser Funktion am Weltkindertag 1989 vor den Vereinten Nationen. Im selben Jahr wurde sie für ihre Darstellung der Pippi Langstrumpf für die Goldene Himbeere 1989 als „schlechteste Newcomerin“ nominiert.

## Filmografie (Auswahl)
- 1988: Pippi Langstrumpfs neueste Streiche (The New Adventures of Pippi Longstocking)
- 1998: Kill You Twice
- 2005: The Little Rose (Kurzfilm)
- 2007: AGENTS
- 2010: Disconnect
- 2010: Tim and Eric Awesome Show, Great Job! Chrimbus Special